# 靖西站
靖西站，位于中华人民共和国广西壮族自治区百色市靖西市新靖镇，是德靖铁路上的火车站，于2013年5月18日开办货运、2016年1月29日开办客运，南宁铁路局百色车务段管辖。

## 歷史
- 2013年5月18日通车启用。
- 2016年1月29日开办客运。[4][5]

## 車站周邊
- 三牙山风景区

## 外部連結
- 中国铁路客户服务中心 （页面存档备份，存于）